# Acidi idrossamici

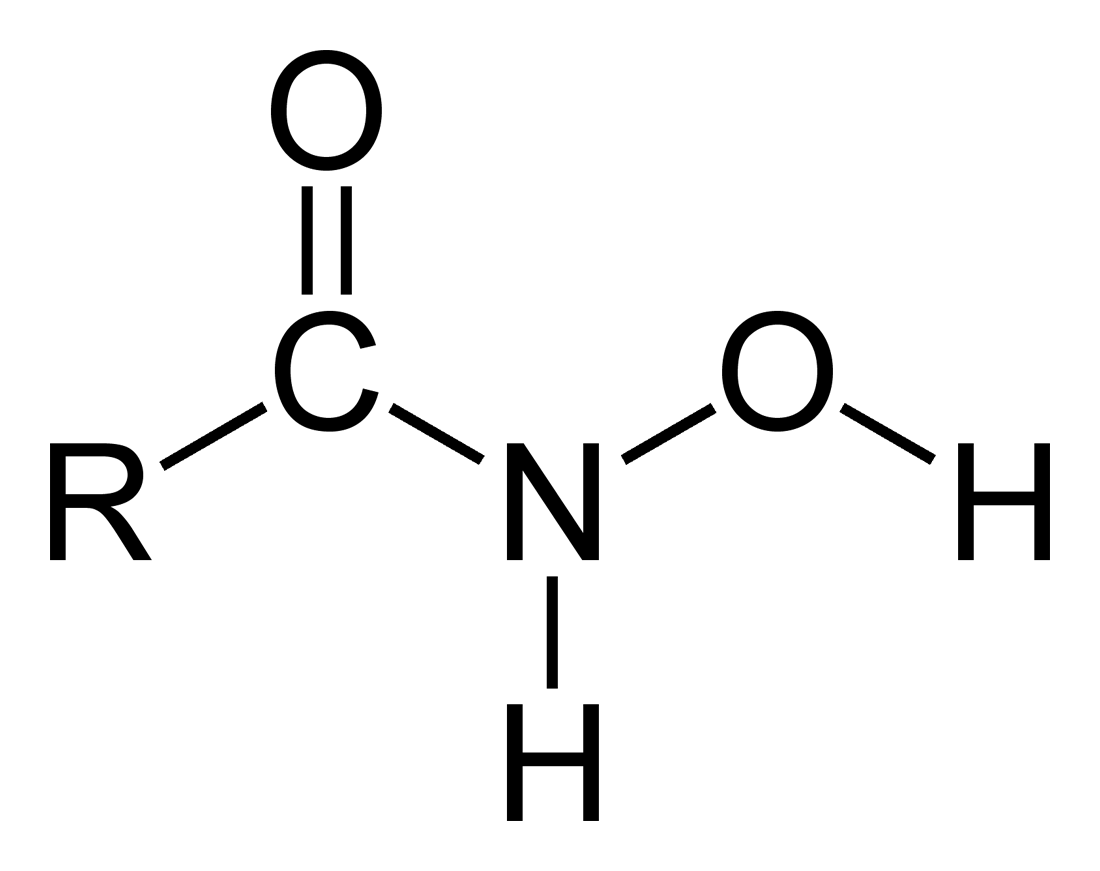
formula di struttura generale dell'acido idrossammico

Gli acidi idrossammici, a volte riportati come idrossamici (termine pedestremente tradotto dall'inglese), sono una classe di composti chimici nei quali è presente il gruppo funzionale idrossammico ottenuto dalla condensazione di un acido carbossilico con l'idrossilammina o con una N-alchil- o una N-arilidrossilammina. La struttura generale è R-CO-NH-OH, o R-CO-NR'-OH, dove R (o R') è un qualsiasi residuo organico, alifatico o aromatico. 
Alcuni idrossammati (sali e complessi degli acidi idrossammici) sono fattori di crescita e vitamine essenziali in certi microorganismi. La loro funzione siderofora è quella di solubilizzare il ferro, presente nella sua forma ossidata Fe3+ come composto minerale insolubile, trasportandolo all'interno delle cellule
Il gruppo funzionale idrossammico presenta tautomeria fra la forma carbonilica e la forma idrossimminica:

tautomeria fra la forma dell'acido idrossammico e l'idrossimina

R-C(=O)−NH−OH  ⇄  R-C(=N−OH)−OH

## Usi
Conosciuti da sempre per la proprietà di chelare metalli in maniera selettiva, formando prodotti stabili specialmente con Cu2+, Fe3+, V5+, UO22+. Sono stati oggetto di studio anche per la realizzazione di catene polimeriche con proprietà chelanti da utilizzarsi nella rimozione selettiva dei metalli pesanti
Alcuni acidi idrossammici come l'SAHA il Vorinostat, il PXD101 e la Belinostatina, il LAQ824/LBH589 e la Trichostatina A, sono HDAC inibitori con proprietà anticancro.

## Sintesi
Gli acidi idrossammici possono essere sintetizzati a partire dall'aldeide corrispondente attraverso la reazione di Angeli e per reazione di idrossilammina basica su un composto contenente un gruppo acile, preferibilmente esteri e lattoni, ammidi ed anidridi o un acilfosfato.

## Reattività
Tipica reazione degli acidi idrossammici è il riarrangiamento di Lossen.

### Saggio ed analisi colorimetrica
La formazione del cosiddetto idrossammato ferrico rosso, ovvero di un complesso tra lo ione Fe(III) e 3 molecole di idrossammato, è alla base della reazione di riconoscimento (o spot test) degli acidi carbossilici e dei suoi derivati quali esteri, lattoni, ammidi, anidridi..
La reazione prevede la conversione del composto carbossilico in acido idrossammico con idrossilammina alcalina, seguita dalla formazione del complesso colorato in porpora fra l'acido idrossammico e una soluzione acida di Fe3+:
```
R-CO-OR' + NH
2
OH → R-CO-NHOH + R'OH
R-CO-NHOH + 1/3Fe+++ →  R-C=O-(Fe)
                            |   /
                            NH-OH
```

il complesso formato risulta tanto più stabile quanto meno acqua si è utilizzata nella preparazione delle soluzioni, spesso sostituibile con alcoli metilico, etilico o con glicoli.
Una variante del saggio chimico più sensibile e che forma un complesso più stabile prevede l'uso di soluzioni di vanadio(V) in soluzioni cloridriche, con conseguente formazione di un complesso vanadio(V)-idrossammato dal colore viola-porpora.